# Bo Hamburger
Bo Hamburger (Frederiksberg, 24 de maig de 1970) va ser un ciclista danès, que fou peofessional entre 1991 i 2006.
El 2001 fou acomiadat del Team CSC després de donar positiu en un control antidopatge per EPO. La mostra B va dictaminar que el positiu no era tal per estar per sota dels mínims legals, però amb tot el valor era anormal. Des d'aquell moment la Federació Danesa no deixà que Hamburguer els representés.
En el seu llibre Den største pris - en cykelrytters bekendelser (El cost més gran - Confessions d'un ciclista) publicat a Dinamarca el 7 de novembre de 2007 admetia haver pres EPO i l'hormona del creixement regularment entre el 1995 i el 1997.

## Palmarès
- 1994
  - 1r al Circuit de les Ardenes flamenques - Ichtegem
  - Vencedor d'una etapa al Tour de França
- 1995
  - Vencedor d'una etapa de la Volta a Dinamarca
- 1997
  - Vencedor d'una etapa de la Volta a Catalunya
  - 2n al Campionat del món en ruta
- 1998
  - 1r a la Fletxa Valona
  - Vencedor d'una etapa de la Volta a la Comunitat Valenciana
  - Vencedor d'una etapa de la Volta a Euskadi
- 2000
  -  Campió de Dinamarca en ruta
  - Vencedor d'una etapa de la París-Niça
  - Vencedor d'una etapa de la Rheinland-Pfalz Rundfahrt
- 2004
  - Vencedor d'una etapa del Giro de la Ligúria

### Resultats al Tour de França
- 1993. 31è de la classificació general
- 1994. 20è de la classificació general. Vencedor d'una etapa
- 1995. 17è de la classificació general
- 1996. 13è de la classificació general
- 1998. 15è de la classificació general. Porta el mallot groc durant 1 etapa
- 1999. Abandona
- 2000. 36è de la classificació general

### Resultats al Giro d'Itàlia
- 1995. 95è de la classificació general
- 1999. 59è de la classificació general
- 2002. 77è de la classificació general
- 2003. 54è de la classificació general
- 2004. 38è de la classificació general

### Resultats a la Volta a Espanya
- 1992. 48è de la classificació general
- 1996. 44è de la classificació general
- 1997. 33è de la classificació general